# Дугино (усадьба)
Об имении И. Грабаря см. Дугино (Мещерино)

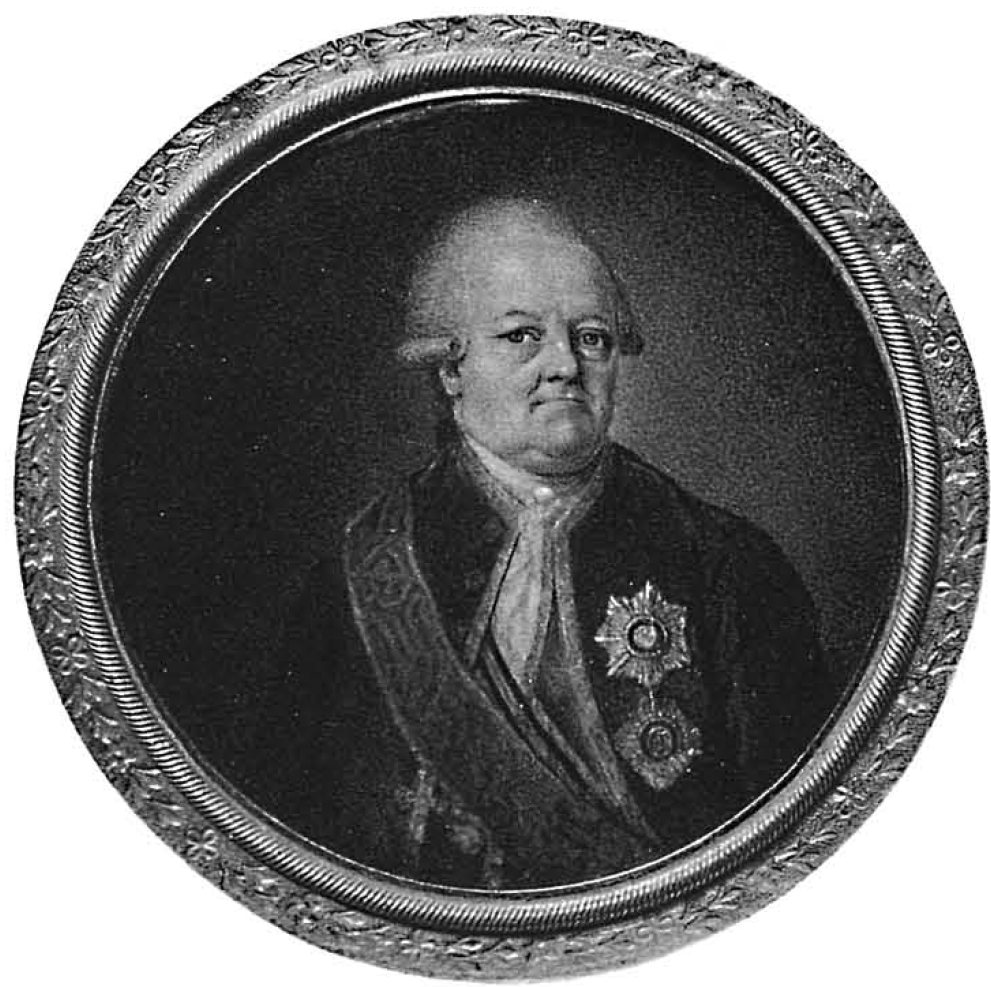
Пётр Иванович Панин, основатель усадьбы Дугино

Ду́гино — дворянская усадьба Сычёвского уезда Смоленской губернии (ныне в деревне Дугино Сычёвского района), которой владели графы Панины. Уничтожена в советское время.
Село Дугино, стоящее на холме в излучине Вазузы, было в 1692 году пожаловано Иваном V своему тестю Фёдору Петровичу Салтыкову. До 1773 село несколько раз передавалось из рук в руки, а также возвращалось в казённое владение. Принадлежало князьям Ромодановским, затем Николаю Андреевичу Корфу и Матвею Фёдоровичу Кашталинскому.
В 1773 году село переходит во владение графа Никиты Панина. Имением заведовал его управляющий, сам же столичный сановник рассчитывал поселиться в Дугине после выхода в отставку. После его смерти (1783) «Никитенскую волость» унаследовал его брат Пётр Панин, избравший Дугино своей загородной резиденцией. Им была выстроена Троицкая церковь («купольная ротонда с примыкающей с запада двухколоколенной папертью»), призванная стать родовой усыпальницей.
В 1789 году после смерти Петра Ивановича владельцем села становится его сын Никита Петрович Панин, впоследствии вице-канцлер. После убийства Павла I (1801), к которому он имел непосредственное отношение, Панин впал в немилость и удалился в «смоленскую деревню», где и прожил почти 30 лет.
Во время Отечественной войны 1812 года село не было разграблено, его отстоял партизанский отряд. В 1820-х годах строится новый усадебный дом, расширен парк с каскадными прудами, открыто училище. Белый зал дворца украшали мраморные бюсты Паниных. В главной зале высился бюст Екатерины II. Скотный двор был стилизован под небольшую крепость.
После брака графини Марии Александровны Паниной с князем Н. П. Мещерским последний перевёз в Дугино вещи своего деда Н. М. Карамзина, включая стол, за которым тот писал «Историю государства Российского», и пушкинские бумаги. В то время усадебная библиотека насчитывала около 10 тысяч томов. В 1875 году княгиня Мещерская заказала для Дугинского дворца известному скульптору Антокольскому статую своего опального деда Н. П. Панина; эта работа произвела фурор на международных выставках.
В 1918 году после национализации большая часть архива и мемориального кабинета Паниных-Мещерских, а также картин, скульптур и мебели была вывезена в Москву в распоряжение Российского музейного фонда. Стол Карамзина теперь можно видеть в пушкинском музее на Мойке, бюст М. Р. Паниной работы Федота Шубина — в Русском музее, статую Антокольского — при входе в Смоленский художественный музей и т. д. Куда пропали книги, неизвестно.
В 1919 году, когда крестьяне массово жгли помещичьи усадьбы, сгорел и дворец в Дугине. Церковь с надгробиями Петра и Никиты Паниных после революции превратили в избу-читальню, там ставили спектакли, проводили собрания, а во время войны она полностью погибла. В 1990-е гг. снесен западный флигель, некогда примыкавший к дворцу. Восточный флигель стоит без крыши, сильно повреждена обшивка стен. От готического дома-«крючка» остались куски кирпичных стен. Парк (35 га), засаженный редкими породами деревьев, пострадал от урагана 1966 года и с тех пор сильно зарос.
|                  |  |                   |  |                   |
| Дугинский дворец |  | Интерьер гостиной |  | Вотчинная церковь |